# Abdülmecid I
Abdülmecid I (Constantinopla, Imperio otomano, 23 de abril de 1823-ib. 25 de junio de 1861) fue el trigésimo primer sultán del Imperio Otomano y sucedió a su padre Mahmud II en 2 de julio de 1839. Su reinado se destacó por el surgimiento de movimientos nacionalistas dentro de los territorios del imperio. Abdülmecid I quería alentar el otomanismo entre las naciones sometidas secesionistas y detener los movimientos nacionalistas en ascenso dentro del imperio, pero a pesar de las nuevas leyes y reformas para integrar a los no musulmanes y los no turcos en la sociedad otomana, sus esfuerzos fracasaron en este sentido. 
Fue sultán desde 1839 hasta 1861 sucediendo en el trono a Mahmut II. Destaca a su llegada al trono la realización, en 1839, de la carta de Gülhane por la que se otorgaba la igualdad a todos los súbditos civiles del imperio. Con ello el Imperio entra en una época de reformas (Tanzimat), con reformas en el campo de la justicia, las finanzas, la administración y el ejército. En su gobierno se construyó el Palacio de Dolmabahçe de estilo neobarroco, símbolo de profunda europeización, que hubo en su reinado.
La Marcha de Mecid (Mecidiye Marşı) fue el himno imperial otomano vigente durante su mandato.
En el aspecto de asuntos exteriores destaca la Guerra de Crimea en 1853. Le sucede Abd-ul-Aziz.

## Biografía
Abdülmecid nació el 25 de abril de 1823 en el Palacio Beşiktaş o en el Palacio Topkapi, en Estambul. Su madre fue la primera esposa de su padre en 1839, Valide Bezmiâlem Sultan, originalmente llamada Suzi (1807-1853), ya sea una esclava circasiana o georgiana.
Abdülmecid recibió una educación europea y hablaba francés con fluidez, siendo el primer sultán en hacerlo. Al igual que Abdülaziz, que le sucedió, estaba interesado en la literatura y la música clásica. Al igual que su padre Mahmud II, fue un defensor de las reformas y tuvo la suerte de contar con el apoyo de visires progresistas como Mustafa Reşit Pasha, Mehmet Emin Ali Paşa y Fuad Pasha. Abdülmecid también fue el primer sultán en escuchar directamente las quejas del público en días especiales de recepción, que generalmente se celebraban todos los viernes sin intermediarios. Abdülmecid recorrió los territorios del imperio para ver en persona cómo se estaban aplicando las reformas de Tanzimat. Viajó a İzmit, Mudanya, Bursa, Gallipoli, Çanakkale, Lemnos, Lesbos y Chios en 1844 y recorrió las provincias balcánicas en 1846.

## Reinado
Cuando Abdülmecid accedió al trono el 2 de julio de 1839, cuando solo tenía dieciséis años, era joven e inexperto, los asuntos del Imperio Otomano estaban en un estado crítico. En el momento en que su padre murió al comienzo de la guerra egipcio-otomana, la noticia llegó a Estambul de que el ejército del imperio acababa de ser derrotado en Nizip por el ejército del virrey rebelde egipcio, Muhammad Ali. Al mismo tiempo, la flota del imperio se dirigía a Alejandría, donde fue entregada a Muhammad Ali por su comandante Ahmed Fevzi Pasha, con el pretexto de que los asesores del joven sultán se habían puesto del lado de Rusia. Sin embargo, a través de la intervención de las potencias europeas durante la Crisis Oriental de 1840, Muhammad Ali se vio obligado a llegar a un acuerdo, y el Imperio Otomano se salvó de nuevos ataques, mientras que sus territorios en Siria, Líbano y Palestina fueron restaurados. Los términos fueron finalizados en la Convención de Londres (1840).
El gobernador egipcio Mehmed Ali Pasha, que llegó a Estambul como invitación oficial del sultán el 19 de julio de 1846, recibió una hospitalidad privilegiada del sultán y los vükela (ministros del gobierno). Tanto es así que el viejo visir construyó el puente de Gálata en 1845 para poder conducir entre el Palacio Beșiktaș y Bab-ı Ali.
En cumplimiento de las instrucciones expresas de su padre, Abdülmecid inmediatamente llevó a cabo las reformas a las que Mahmud II se había dedicado. En noviembre de 1839 se proclamó un edicto conocido como Hatt-ı Șerif de Gülhane, también conocido como Tanzimat Fermanı, consolidando y haciendo cumplir estas reformas. El edicto fue complementado al final de la Guerra de Crimea por un estatuto similar emitido en febrero de 1856, llamado Edicto de la Reforma Otomana de 1856 (Islâhat Hatt-ı Hümâyûnu). Mediante estas leyes se dispuso que todas las clases de súbditos del sultán deberían tener sus vidas y propiedades protegidas; que los impuestos deben ser impuestos justos y la justicia administrada imparcialmente; y que todos deberían tener plena libertad religiosa e igualdad de derechos civiles. El plan se encontró con una fuerte oposición de las clases gobernantes musulmanas y los ulemas, o autoridades religiosas, y sólo se implementó parcialmente, especialmente en las partes más remotas del imperio. Más de una conspiración se formó contra la vida del sultán a causa de ello.
Entre las medidas promovidas por Abdülmecid figuraban:
- Introducción de los primeros billetes de papel otomanos (1840)
- Reorganización del ejército, incluyendo la introducción del servicio militar obligatorio (1842-1844)[5]
- Adopción de un himno nacional otomano y una bandera nacional otomana (1844)
- Reorganización del sistema financiero según el modelo francés
- Reorganización del Código Civil y Penal según el modelo francés[5]
- Reorganización del sistema judicial, estableciendo un sistema de tribunales civiles y penales con jueces europeos y otomanos.[5]
- Establecimiento del Meclis-i Maarif-i Umumiye (1845) que fue el prototipo del Primer Parlamento Otomano (1876)
- Institución de un consejo de instrucción pública (1846)
- Creación del Ministerio de Educación[5]
- Según la leyenda,[8][9][10] planea enviar ayuda humanitaria de £ 10,000[11] (£ 1,225,053.76 en 2019[12]) a Irlanda durante su Gran Hambruna, pero luego acordó reducirla a £ 1,000[11] (£122,505.38 in 2019[12] (£ 122,505.38 en 2019 [15]) ante la insistencia de sus propios ministros o diplomáticos británicos para evitar violar el protocolo al dar más que la reina Victoria, que había hecho una donación de £ 2,000.[11]
- Planes para abolir los mercados de esclavos (1847)[11]
- Planes para construir una capilla protestante(1847)[11]
- Establecimiento de universidades y academias modernas (1848)
- Establecimiento de una escuela otomana en París[5]
- Abolición de un impuesto por capitación que imponía aranceles más altos a los no musulmanes (1856)
- A los no musulmanes se les permitió convertirse en soldados en el ejército otomano (1856)
- Diversas disposiciones para una mejor administración de la función pública y para el fomento del comercio[7]
- Nuevas leyes de tierras que confirman el derecho de propiedad (1858)[5]

Otra reforma notable fue que el turbante fue oficialmente prohibido por primera vez durante el reinado de Abdülmecid, a favor del fez. Las modas europeas también fueron adoptadas por el Tribunal. (El fez sería prohibido en 1925 por la misma Asamblea Nacional Republicana que abolió el sultanato y proclamó la República Turca en 1923).
Según las memorias de Cyrus Hamlin, Samuel Morse recibió una Orden de la Gloria por sus contribuciones al telégrafo, que fue emitida por el sultán Abdülmecid, quien probó personalmente el nuevo invento de Morse.
Cuando Kossuth y otros buscaron refugio en Turquía después del fracaso del levantamiento húngaro en 1849, Austria y Rusia llamaron al sultán para que los entregara, pero se negó. Tampoco permitiría que los conspiradores contra su propia vida fueran ejecutados. La Encyclopædia Britannica de 1911 dice de él: "Tenía el carácter de ser un hombre amable y honorable, aunque algo débil y fácil de guiar. Contra esto, sin embargo, debe establecerse su excesiva extravagancia, especialmente hacia el final de su vida".
En 1844 creó la lira otomana y en 1851 instituyó la Orden del Mecidiye.
El Imperio Otomano recibió el primero de sus préstamos extranjeros el 25 de agosto de 1854 durante la Guerra de Crimea. Este importante préstamo extranjero fue seguido por los de 1855, 1858 y 1860, que culminaron en incumplimiento y llevaron a la alienación de la simpatía europea del Imperio Otomano e indirectamente al posterior destronamiento y muerte del hermano de Abdülmecid, Abdülaziz.
Por un lado, las imperfecciones financieras, y, por otro lado, el descontento causado por los amplios privilegios otorgados a los súbditos no musulmanes llevó nuevamente al país a la confusión. Los incidentes tuvieron lugar en Jeddah en 1857 y en Montenegro en 1858. Los principales Estados europeos aprovecharon la oportunidad para intervenir en su propio interés. Los estadistas otomanos, que entraron en pánico ante esta situación, comenzaron a seguir una política que cumplió todos sus deseos. El hecho de que Abdülmecid no pudiera evitar esta situación aumentó aún más la insatisfacción causada por el Edicto de Tanzimat.
Los opositores decidieron eliminar a Abdülmecid y poner a Abdülaziz en el trono para evitar que los estados europeos actuaran como un guardián. Tras un aviso, este intento de revuelta, que se conoce como la Fundación Kuleli en la historia, fue suprimido incluso antes de que comenzara el 14 de septiembre de 1859. Mientras tanto, la situación financiera se deterioró y las deudas externas, que se tomaron en condiciones difíciles para cubrir los costos de la guerra, supusieron una carga para el tesoro. Todas las deudas recibidas de los consumidores de Beyoğlu superaron los ochenta millones de liras de oro. Algunos de los títulos de deuda y rehenes fueron tomados por comerciantes y banqueros extranjeros. El Gran Visir que criticó duramente esta situación, fue despedido por el sultán el 18 de octubre de 1859.
Su éxito en las relaciones exteriores no fue tan notable como sus logros internos. Su reinado comenzó con la derrota de sus fuerzas por el virrey de Egipto y la posterior firma de la Convención de Londres (1840), que salvó a su imperio de una mayor vergüenza. Los otomanos participaron con éxito en la Guerra de Crimea y fueron signatarios ganadores en el Tratado de París (1856). Sus intentos de fortalecer su base en los Balcanes fracasaron en Bosnia y Montenegro, y en 1861 se vio obligado a abandonar el Líbano por el Concierto de Europa.
Aunque enfatizó su compromiso con las reglas ceremoniales impuestas por sus antepasados en las ceremonias reflejadas en el exterior, adoptó cambios radicales en la vida del palacio. Por ejemplo, abandonó por completo el Palacio de Topkapi, que fue un lugar durante cuatro siglos, sobre la dinastía otomana. Las tradiciones de las tropas británicas, francesas, italianas y oficiales y diplomáticos que llegaron a Estambul durante la Guerra de Crimea (1853-1856) dirigieron incluso a las familias de clase media al consumismo y al lujo.
Entre 1847 y 1849 hizo reparaciones a la mezquita de Santa Sofía, y fue responsable de la construcción del Palacio de Dolmabahçe. También fundó el primer Teatro Francés en Estambul.
Muchas actividades de reconstrucción también se llevaron a cabo durante el reinado de Abdülmecid. Palacios y mansiones fueron construidos con parte del dinero prestado. El Palacio Dolmabahçe (1853), el Pabellón Beykoz (1855), el Pabellón Küçüksu (1857), la Mezquita Küçük Mecidiye (1849), la Mezquita Teșvikiye (1854) se encuentran entre las principales obras arquitectónicas de la época. Nuevamente en este período, como lo hizo el Hospital Gureba de Bezmiâlem Sultan (1845-1846), el nuevo Puente de Gálata se puso en servicio en la misma fecha. Además, muchas fuentes, mezquitas, logias e instituciones sociales similares fueron reparadas o reconstruidas.

## Muerte
Abdülmecid murió de tuberculosis (como su padre) a la edad de 38 años el 25 de junio de 1861 en Estambul, y fue enterrado en la mezquita Yavuz Selim, y fue sucedido por su medio hermano menor Abdülaziz, hijo de Pertevniyal Sultán. En el momento de su muerte, Abdülmecid tenía una esposa legal y reina consorte, Perestu Kadın, y muchas concubinas.

## Familia
Abdülmecit tenía uno de los harenes más numerosos de la dinastía. Es conocido por ser el primer sultán cuyo harén no estaba compuesto por esclavas sino, debido a la progresiva abolición de la esclavitud en el Imperio Otomano, de niñas de nacimiento libre, nobles o burguesas, enviadas al sultán por voluntad de las familias. También fue el primer sultán cuyo harén asumió una estructura jerárquica definitiva que incluía cuatro Kadın, seguidos de cuatro Ikbal, cuatro gödze y un número variable de concubinas menores.

### Consortes
Abdülmecit I tuvo al menos veintiséis consortes, pero solo dos también fueron esposas legales:
- Servetsezâ Kadın (1823-24 de septiembre de 1878). Baş Kadın (Primera consorte), nacida princesa Temruko. No tuvo hijos porque Abdülmejid no se sentía atraído por ella, sin embargo el sultán le tenía gran estima y le confió criar a sus hijos Mehmed V Reşad, Fatma Sultan y Refia Sultan, cuando perdieron a su madre. Servetseza amó también a Murad V como a su propio hijo.
- Hoşyar Kadın (1825-1849). También se llama Huşyar Kadın. Segundo Kadın. Era hija del noble georgiano Zurab Bey Tuskia. Entró en el harén en 1839. Tenía una hija. Su hermana era la tercera tesorera del harén y era muy respetada. Murió en 1849 de tuberculosis.
- Şevkefza Sultan (1820-17 de septiembre de 1889). Segundo Kadın después de la muerte de Hoşyar. Ella era de origen circasiano y fue criada por Nurtab Kadın, una consorte de Mahmud II (padre de Abdülmecit I). Fue madre y valide sultán de Murad V y una hija.
- Tirimüjgan Kadın (16 de octubre de 1819-3 de octubre de 1852). Tercer Kadın. Ella era circasiana y trabajaba como sirvienta de palacio cuando fue notada por el sultán y él la tomó como su consorte. Fue madre de dos hijos, entre ellos Abdülhamid II, y una hija.
- Verdicenan Kadın (1825-1889). Nacida princesa Saliha Açba, se casó con Abdülmejid con fines políticos. Madre de un hijo y una hija y adoptó a Mediha Sultan después de la muerte de su madre. Era tía de la famosa poetisa Leyla Açba, quien también era su dama de honor.
- Gülcemal Kadin (1826-1851). Cuarto Kadın. Bosnia, fue la madre de Mehmed VI y tres hijas.
- Şayan Kadın (1829-1860). Cuarto Kadın después de la muerte de Gülcemal. Ella era circasiana, nacida en Sochi, y su madre era una princesa Kucba. Como consorte, usó su poder para ayudar a los refugiados caucásicos. Vivía en el palacio con su madre. No tuvo hijos, pero adoptó a Behice Sultan cuando perdió a su madre.
- Gülistu Kadın (1830-1861). Cuarto Kadın después de la muerte de Şayan. Llamada también Gülustu Kadin. Nacida princesa Fatma Çaçba. Era la nuera favorita de Bezmiâlem Sultan, la madre de Abdülmejid. Fue la madre de Mehmed VI y tres hijas.
- Rahîme Perestû Kadın (1830-1904). Era la hija adoptiva de Esma Sultan, hija de Abdülhamid I, y fue la primera esposa legal de Abdülmejid. Cuarto Kadin después de la muerte de Gülistu. No tuvo hijos, pero fue la madre adoptiva de Abdülhamid II y Cemile Sultan.
- Bezmiara Kadin(?-1909). Llamado también Bezmican o Bezmi. Quinto Kadın, un título honorífico que se le otorgó como segunda esposa legal. Adoptada de una familia noble, nunca se adaptó al harén y se divorció del sultán, la primera mujer en hacerlo. Tuvo una hija que murió cuando era recién nacida. Más tarde se casó dos veces más, y tuvo una hija con su segundo marido.
- Mahitab Kadin (1830-1888). También se llama Mehtab Kadın. Chechena, era una de las consortes favoritas de Abdülmejid, por lo que se le confirió el título honorífico de Quinto Kadın. Ella es la madre de un hijo y una hija.
- Düzdidil Hanım (1826-18 de agosto de 1845). BaşIkbal o Tercer Kadin. Abjasia, había crecido en la corte bajo la tutela del tesorero principal. Era madre de cuatro hijas de las que tuvo que separarse porque enfermó de tuberculosis y tuvo que ser aislada y confiada a su primo Cican Hanim.
- Nükhetseza Hanım (2 de enero de 1827-15 de mayo de 1850). BaşIkbal después de la muerte de Düzdidil. Abjasia y georgiana, su verdadero nombre era Hatice. Era madre de dos hijos y dos hijas. Murió de tuberculosis.
- Neveser Hanım (1841-1889). BaşIkbal después de la muerte de Nükhetseza. Abjasia, hija del noble Abazin Misost Bey Eşba, su verdadero nombre era Esma Eşba. Tenía ojos verdes intensos. Entró en el palacio en 1853 y fue educada allí durante cinco años antes de convertirse en consorte. No tuvo hijos, pero adoptó a Şehzade Mehmed Burhaneddin después de la muerte de su madre. Amante de la equitación, el sultán construyó un pabellón para ella detrás del Palacio Dolmabahçe donde podía descansar después de sus salidas, y finalmente se mudó allí permanentemente, mientras que durante el reinado de Abdülhamid II ocupó un pabellón del palacio Yıldiz. Su sobrina Şemsinur Hanım entró al servicio de Emine Nazikeda Kadın, Primera Consorte de Mehmed VI.
- Zeynifelek Hanım (1824-1842). Segundo Ikbal. También se llama Zerrinmelek. Nacida princesa Klıç, era abaza. Creció en el palacio con su hermana y primos y fue elegida como consorte por Bezmiâlem Sultan. Tenía una hija. Murió de tuberculosis.
- Nesrin Hanım (1826-2 de enero de 1853). Segundo Ikbal después de la muerte de Zeynifelek. Era hija del noble georgiano Manuçar Bey Asemiani, madre de tres hijos y una hija. Ella murió de dolor después de que tres de ellos murieron.
- Ceylanyar Hanım (1830-27 de diciembre de 1855). Segundo Ikbal después de la muerte de Nesrin. Circasiana, su verdadero nombre era Nafiye. Ella era la madre de un hijo.
- Serfiraz Hanım (1837-25 de junio de 1905). Segundo Ikbal después de la muerte de Ceylanyar. Nacida princesa Ayşe Liah (o Lakh). Una de las consortes favoritas de Abdülmejid, cayó en desgracia después de un escándalo que la vio enamorada de un chico armenio. Tuvo dos hijos y una hija.
- Nalandil Hanim (1823-1865). Tercer Ikbal o BaşIkbal. Circasiana de la tribu Ubuh, era hija del príncipe Çıpakue Natikhu Bey. Es madre de un hijo y dos hijas. Su hermana, Terbiye Hanim, era la tesorera del harén.
- Navekimisal Hanım (1827-1854). Cuarto Ikbal. También se llama Navekivisal. Nacida princesa Biberd. Tenía una hija. Murió de tuberculosis.
- Nergizev Hanım (1830-26 de octubre de 1848/1858). También llamada Nergizu Hanim o Nergis Hanim, era una circasiana de la tribu de Natuhay. Madre de un hijo, murió de tuberculosis.
- Şayeste Hanım (1838-11 de febrero de 1912). Abjasia, princesa Inalipa. Ella era la madre de un hijo y una hija, y la madre adoptiva de Mehmed VI. Se sabía que estaba constantemente endeudada.
- Çeşmiferah Hanım. No se guarda ninguna información sobre ella aparte de su nombre. La princesa Mülkicihan Achba la describió como alta y rubia.
- Hüsnicenan Hanım (1818-1843). Ella fue la primera concubina de Abdülmecid, cuando todavía era Şehzade. Él la dejó a un lado cuando ascendió al trono. Murió de tuberculosis.
- Safderun Hanım (1845-1893). Hija de una princesa circasiana. Una de sus últimas consortes y una de las favoritas de Abdülmecid en sus últimos años, cayó en desgracia después de su muerte: Abdülaziz suspendió su salario hasta 1877 y Abdülhamid II lo redujo a la mitad. Murió en su casa en Kadıköy.
- Yıldız Hanım (1842-1880). Una de las últimas consortes y una de las favoritas de Abdülmecid en sus últimos años. Inicialmente vivió en un ala reservada del palacio Çırağan, y luego en un pabellón reservado cerca del palacio Dolmabahçe, porque se negó a vivir con sus otras consortes. Era hermana mayor de Safinaz Nurefsun Kadın, segunda consorte del hijo de Abdulmejid, Abdülhamid II. El Palacio Yıldız construido por Abdülhamid II fue nombrado en su honor.

### Hijos
Abdülmecid tuvo al menos diecinueve hijos:
- Murad V (21 de septiembre de 1840-29 de agosto de 1904)- con Şevkefza Kadın. 33º Sultán del Imperio Otomano.
- Şehzade Mehmed Ziyaeddin (22 de abril de 1842-27 de abril de 1845)- con Nesrin Hanim. Enterrado en el Yeni Cami.
- Abdülhamid II (21 de septiembre de 1842-10 de febrero de 1918)- con Tirimüjgan Kadın. Después de la muerte de su madre fue adoptado por Rahime Perestu Kadin. 34º Sultán del Imperio Otomano.
- Mehmed V Reşad (2 de noviembre de 1844-3 de julio de 1918)- con Gülcemal Kadin. Después de la muerte de su madre fue adoptado por Servetseza Kadin. 35º Sultán del Imperio Otomano.
- Şehzade Ahmed (5 de junio de 1846-6 de junio de 1846)- con Nükhetseza Hanim. Nacido en el Palacio Çırağan, enterrado en el Yeni Cami. Su padre estaba en Rumelia en el momento de su nacimiento, y regresó cuando recibió la noticia de la muerte de Ahmed.
- Şehzade Mehmed Abid (22 de abril de 1848-7 de mayo de 1848)- con Tirimüjgan Kadın. Nacido en el Palacio Çırağan, enterrado en el Yeni Cami.
- Şehzade Mehmed Fuad (7 de julio de 1848-28 de septiembre de 1848)- con Nergivez Hanim. Nacido en el Palacio Çırağan, enterrado en el Yeni Cami.
- Şehzade Ahmed Kemaleddin (16 de julio de 1848-5 de abril de 1905)- con Verdicenan Kadin. Tuvo una consorte y dos hijas.
- Şehzade Mehmed Burhaneddin (23 de mayo de 1849-4 de noviembre de 1876)- con Nükhetseza Hanim. Después de la muerte de su madre fue adoptado por Neverser Hanim. Se casó tres veces y tuvo un hijo y una hija.
- Şehzade Mehmed Vamik (19 de abril de 1850-6 de agosto de 1850) - madre desconocida. Enterrado en el Yeni Cami.
- Şehzade Mehmed Bahaeddin (24 de junio de 1850-9 de noviembre de 1852)- con Nesrin Hanim. Gemelo de Şehzade Nizameddin. Enterrado en el Yeni Cami.
- Şehzade Mehmed Nizameddin (24 de junio de 1850-1852/1853) - con Nesrin Hanim. Gemelo de Şehzade Bahaeddin. Enterrado en el Yeni Cami.
- Şehzade Ahmed Nureddin (31 de marzo de 1852-3 de enero de 1884)- con Mahitab Kadın. Se casó una vez, pero no tuvo descendencia.
- Şehzade Mehmed Rüşdi (31 de marzo de 1852-5 de diciembre de 1852)- con Ceylanyar Hanim. Nacido en el Palacio de Çırağan, enterrado en el mausoleo de Abdülhamid I.
- Şehzade Osman Safiyeddin (9 de junio de 1852-2 de julio de 1855)- con Serfiraz Hanim. Nacido en el Palacio Çırağan, enterrado en la mezquita Yavuz Selim.
- Şehzade Abdullah (3 de febrero de 1853-3 de febrero de 1853)- con Şayeste Hanim.
- Şehzade Mehmed Abdülsamed (20 de marzo de 1853-5 de mayo de 1855)- con Nalandil Hanim. Enterrado en la mezquita Yavuz Selim.
- Şehzade Selim Süleyman (25 de julio de 1860-16 de julio de 1909)- con Serfiraz Hanim. Tuvo cinco consortes, dos hijos y una hija.
- Mehmed VI Vahideddin (14 de enero de 1861-16 de mayo de 1926)- con Gülistu Kadın. Huérfano de nacimiento, fue adoptado por Şayeste Hanim. 36º y último sultán del Imperio Otomano.

### Hijas
Abdülmecid I tuvo al menos veintisiete hijas:
- Mevhibe Sultan (9 de mayo de 1840 - 9 de febrero de 1841) - con Hoşyar Kadin. Enterrada en Abdülhamid Itürbe.
- Naime Sultan (11 de octubre de 1840 - 1 de mayo de 1843) - con Tirimüjgan Kadın. Nacido en el Palacio de Topkapi, enterrado en Mustafa III türbe.
- Fatma Sultan (1 de noviembre de 1840 - 26 de agosto de 1884) - con Gülcemal Kadin. Después de la muerte de su madre fue adoptada por Servetseza Kadın. Se casó dos veces y tuvo un hijo y dos hijas.
- Behiye Sultan (22 de febrero de 1841 - 3 de agosto de 1847) - con Zeynifelek Hanim. Llamada también Behi Sultan. Enterrado enYeni Cami.
- Neyire Sultan (13 de octubre de 1841 - 14 de enero de 1844) - con Düzdidil Hanim. Gemela de Münire Sultan. Nacido en el Palacio Beşiktaş, enterrado en Nurosmaniye.
- Münire Sultan (13 de octubre de 1841 - 18 de diciembre de 1841) - con Düzdidil Hanim. Gemela de Neyire Sultan. Nacido en el Palacio Beşiktaş, enterrado en Nurosmaniye.
- Aliye Sultan (1842 - 1842) - con Nükhetseza Hanim. Nacida en el Palacio Çırağan.
- Hatice Sultan (7 de febrero de 1842 - 1842) - con Gülcemal Kadin. Gemela de Refia Sultan.
- Refia Sultan (7 de febrero de 1842 - 4 de enero de 1880) - con Gülcemal Kadin. Hermana gemela de Hatice Sultan. Después de la muerte de su madre fue adoptada por Servetseza Kadın. Se casó una vez y una hija.
- Aliye Sultan (20 de octubre de 1842 - 10 de julio de 1845) - con Şevkefza Kadın. Nacida en el Palacio Beşiktaş, enterrado en Yeni Cami.
- Cemile Sultan (17 de agosto de 1843 - 26 de febrero de 1915) - con Düzdidil Hanim. Después de la muerte de su madre fue adoptada por Rahime Perestu Kadın. Se casó una vez y tuvo tres hijos y tres hijas.
- Münire Sultan (9 de diciembre de 1844 - 29 de junio de 1862) - con Verdicenan Kadin. Se casó dos veces.
- Samiye Sultan (23 de febrero de 1845 - 15 de abril de 1845) - con Düzdidil Hanim. Nacida en el Palacio de Topkapi, enterrado en Yeni Cami.
- Fatma Nazime Sultan (26 de noviembre de 1847 - 1 de diciembre de 1847) - con Nükhetseza Hanim. Nacido en el Palacio Beylerbeyi, enterrado en Yeni Cami.
- Sabiha Sultan (15 de abril de 1848 - 27 de abril de 1849) - con Mahitab Kadin. Nacida en el Palacio Çırağan, enterrado en Yeni Cami.
- Behice Sultan (6 de agosto de 1848 - 30 de noviembre de 1876) - con Nesrin Hamın. Después de la muerte de su madre fue adoptada por Şayan Kadin. Se casó con Halil Hamid Paşazade Hamid Bey, pero murió de tuberculosis solo 14 días después de la boda.
- Mukbile Sultan (9 de febrero de 1850 - 25 de febrero de 1850) - con Bezmiara Kadin. Nacida en el Palacio Çırağan, enterrado en Yeni Cami.
- Rukiye Sultan (1850 - 1850)
- Seniha Sultan (5 de diciembre de 1851 - 15 de septiembre de 1931) - con Nalandil Hanım. Se casó una vez y tuvo dos hijos.
- Zekiye Sultan (26 de febrero de 1855 - 19 de febrero de 1856) - con Gülistu Kadın. Gemela de Fehime Sultan. Enterrado en Gülistu Kadın türbe.
- Fehime Sultan (26 de febrero de 1855 - 10 de noviembre de 1856) - con Gülistu Kadın. Gemela de Zekiye Sultan. Enterrado en Gülistu Kadın türbe.
- Şehime Sultan (1 de marzo de 1855 - 21 de mayo de 1857) - con Nalandil Hanim. Nacida en el Palacio Beylerbeyi, enterrado en Gülistu Kadın türbe.
- Mediha Sultan (39 de julio de 1856 - 9 de noviembre de 1928) - con Gülistu Kadin. Adoptada por Verdicenan Kadın después de la muerte de su madre. Se casó dos veces y tuvo un hijo.
- Naile Sultan (30 de septiembre de 1856 - 18 de enero de 1882) - con Şayeste Hanım. Llamada también Nadile Sultan. Se casó una vez sin descendencia.
- Bedihe Sultan (30 de septiembre de 1857 - 12 de julio de 1858) - con Serfiraz Hanım. También se llama Bedia Sultan. Nacida en el Palacio Beşiktaş, enterrado en Gülistu Kadın türbe.
- Atiyetullah Sultan (16 de diciembre de 1858 - 16 de diciembre de 1858).
- (Fülane) Sultán (30 de mayo de 1860 - 30 de mayo de 1860)